# Stromboli (2022)
Stromboli is een Nederlandse dramafilm uit 2022 onder regie van Michiel van Erp. De film is gebaseerd op de gelijknamige roman van Saskia Noort.

## Verhaal
Sara komt per veerboot en met een koffer vol wodka aan op het vulkaaneiland Stromboli, nadat haar huwelijk gestrand is en haar relatie met haar 14-jarige dochter verbroken is. Onderweg op de boot heeft ze een affaire met de barjongen. Sara had ooit eerder een gelukkige tijd op het eiland, maar nu hoopt ze dat de vulkaan tot uitbarsting komt zodat aan haar miserie een einde komt. Na een avond vol ongeluk en dronkenschap geraakt Sara in therapiegroep onder leiding van Jens. Een van de deelnemers is Harold, die ze de avond ervoor heeft leren kennen. Sara gaat meedoen aan de therapeutische activiteiten en ze wordt gedwongen om haar verleden, waarin ze tijdens een feest verkracht werd, onder ogen te zien. 

## Rolverdeling
- Elise Schaap als Sara
- Tim McInnerny als Harold
- Christian Hillborg als Jens
- Pieter Embrechts als Hans
- Anna Chancellor als Diana
- Neerja Naik als Thandi
- Taz Munyaneza als Violet
- Marisa van Eyle als Helene
- Adriano Chiaramida als Pietro
- Simone Coppo als Luigi
- Mark van Eeuwen als Karel

## Achtergrond
De film werd geschreven door Paula van der Oest en Roos Ouwehand en is gebaseerd op de gelijknamige roman van Saskia Noort. Van der Oest werkte tevens namens Levitate Film als producent mee aan de film, zij werd hierbij ondersteund door Mark van Eeuwen en Alain de Levita. De opnames van de film gingen in het najaar van 2021 van start en vonden volledig plaats op het Italiaanse eiland Stromboli.
Stromboli ging op 31 oktober 2022 in première.